# Dorfladen

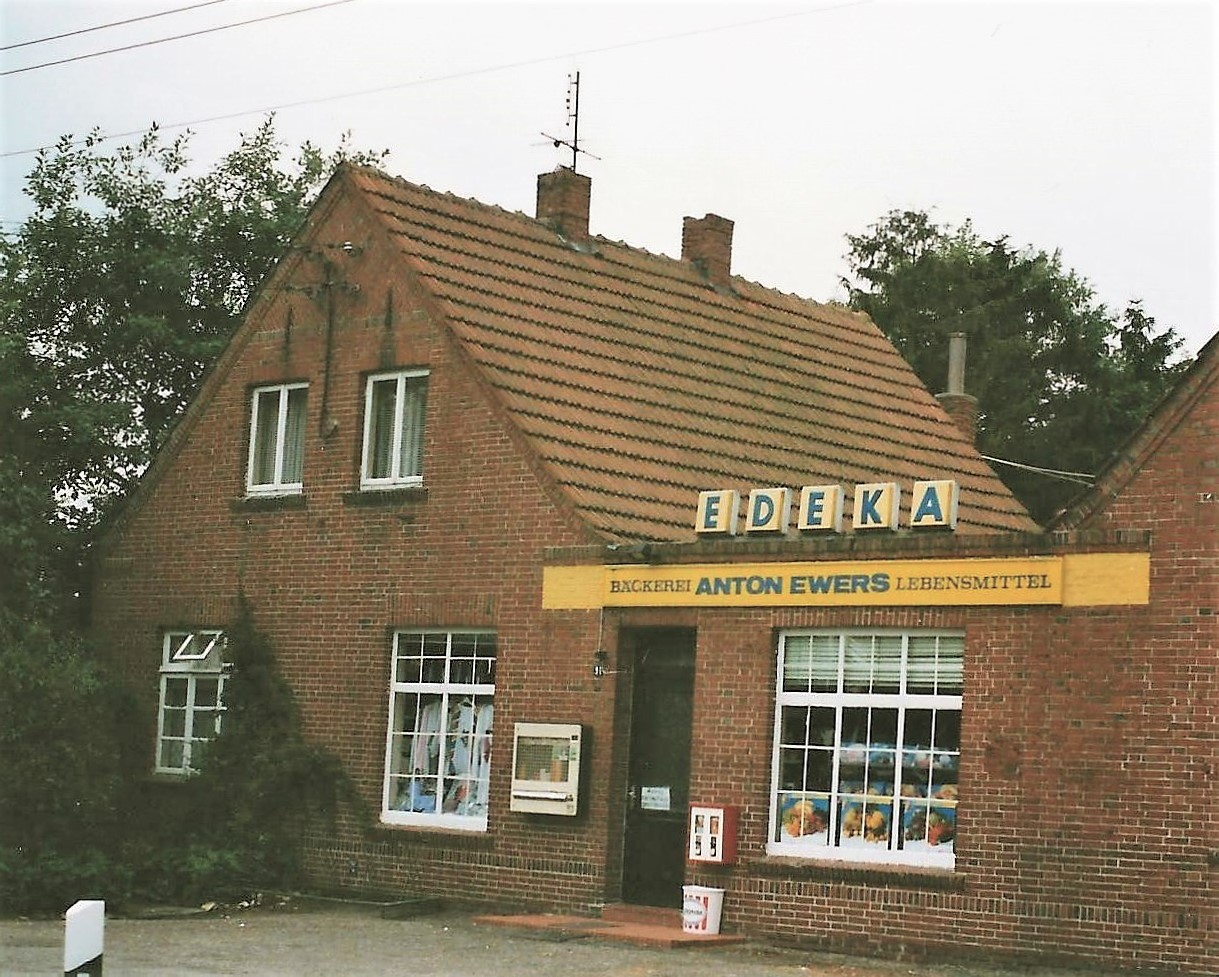
Dorfladen im Emsland (1970er Jahre)

Der Dorfladen (auch: Stadt(teil)laden, Bürgerladen; früher auch Gemischtwarenhandlung) ist eine Einrichtung der ländlichen Nahversorgung. Gebräuchlich waren in früheren Zeiten auch Bezeichnungen wie Krämerladen oder Hökerei. Es gibt unterschiedliche Formen, unter denen Dorfläden geführt werden: als Konsumgenossenschaft, von Einzelhändlern, als Nachbarschaftsladen oder Hofladen. Heute werden sie zunehmend von Zweckgemeinschaften wie wirtschaftlichen Vereinen geführt.
Es empfiehlt sich gerade vor dem Hintergrund der steigenden Anzahl der Dorfläden mit Bürgerbeteiligung auch zwischen dem klassischen Dorfladen und dem Bürgerladen (Nahversorger mit Bürgerbeteiligung; mittlerweile auch Stadtteilladen wie z. B. in Kempten, Kelheim, München etc.) zu unterscheiden.

## Geschichte

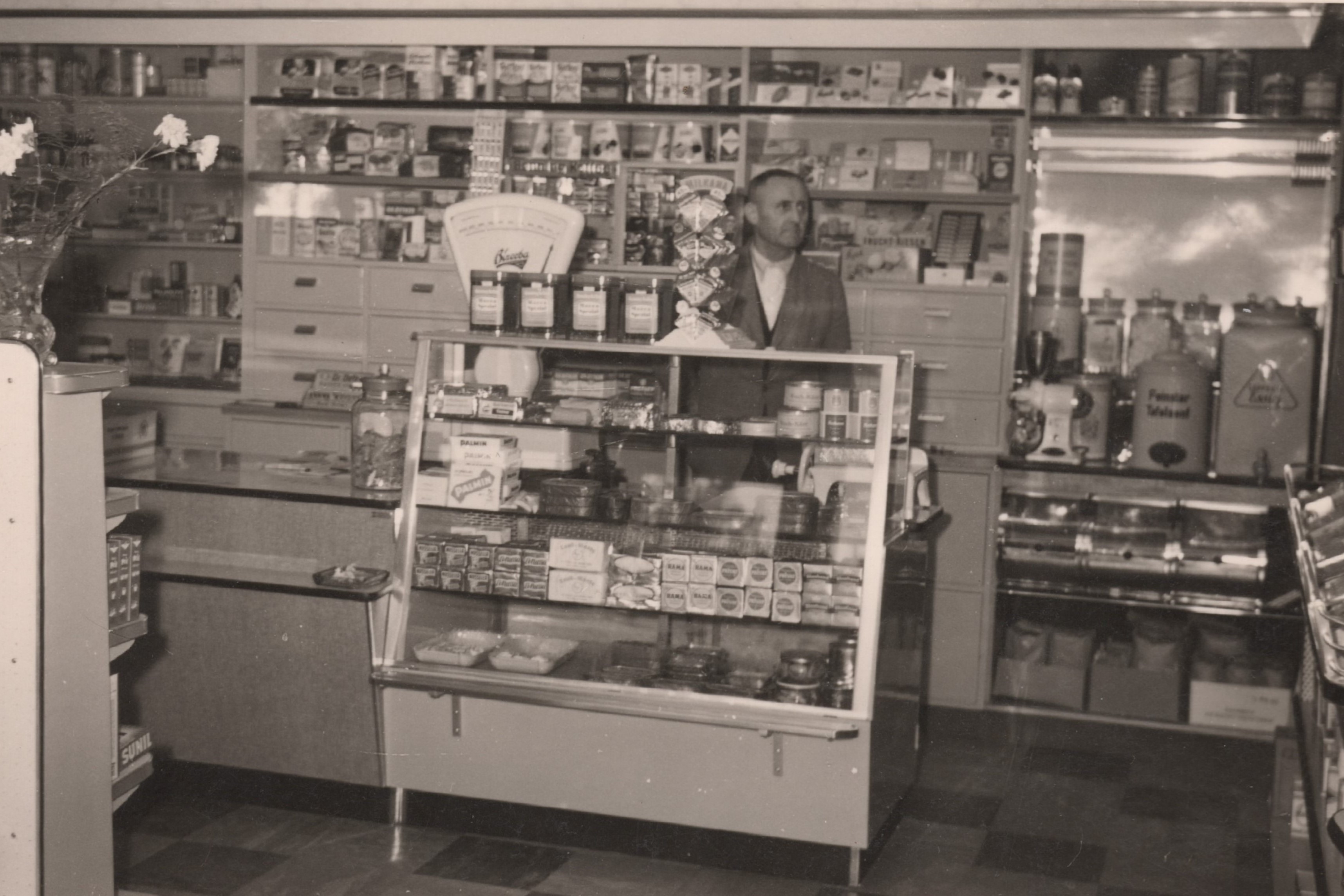
Gemischtwarenladen Drögemüller in Böddenstedt, Kreis Uelzen (1950er Jahre)

Sein Warensortiment war schon in früheren Zeiten mehr in die Breite und weniger in die Tiefe orientiert. Es umfasste alles, was zum täglichen Leben notwendig war sowie auch einige wenige Luxuswaren für den gehobenen Bedarf. Ländliche Ladengeschäfte konzentrierten ihr Angebot in der Regel auf Produkte, die allgemein und täglich gebraucht wurden, keinen großen Raum einnahmen und länger lagerfähig waren. Kolonialwaren, Landesprodukte und Genussmittel dominierten das Sortiment. Brot, Käse und Butter bildeten wichtige Ergänzungen dazu. Erst mit dem Aufkommen industriell hergestellter oder veredelter Produkte erweiterten Dorfläden ihr traditionelles Sortiment und sorgten für eine allmähliche Verbreiterung des Warenangebots. Seltener wurden ausschließlich Lebensmittel angeboten; oft kamen auch Textilwaren, Werkzeug, Haushalts-, Kurz- und Papierwaren, Zigaretten und Zusatzdienste (Lotto- oder Wäscheannahme) ins Sortiment. Häufig wurde „angeschrieben“.
Dorfläden waren nicht nur Umschlagplatz für Waren aller Art, sondern auch Treffpunkt der Bevölkerung und Nachrichtenzentrale für dorfbezogene Informationen.

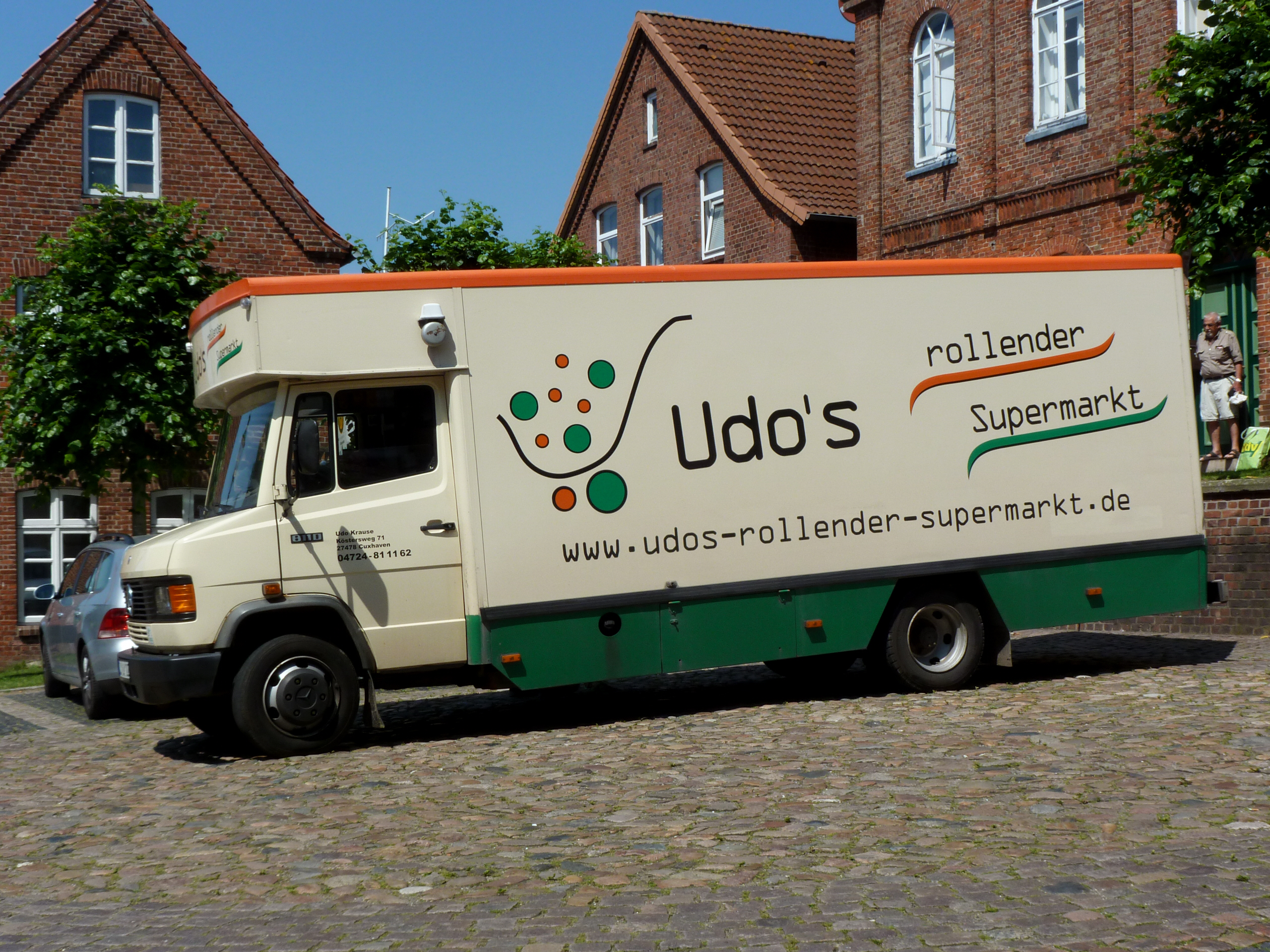
Rollender Supermarkt

Nach diesen Rahmenbedingungen hatte sich die Preispolitik dieser Einzelhandelsform zu richten. Sobald die allgemeine Motorisierung der dörflichen Bevölkerung die meiste Nachfrage in den nächsten Zentralen Ort mit Supermärkten und Facheinzelhandel abgezogen hatte, blieben als Kundschaft nur Kinder, Alte und Dorfarme. Dies führte in der Bundesrepublik in den 1980er Jahren zum rapiden Absterben der Dorfläden und zunächst zur Zunahme der rollenden Einkaufsstätten (vgl. Wanderhändler), dann auch zu deren Rückgang.

## Aktuelle Entwicklung

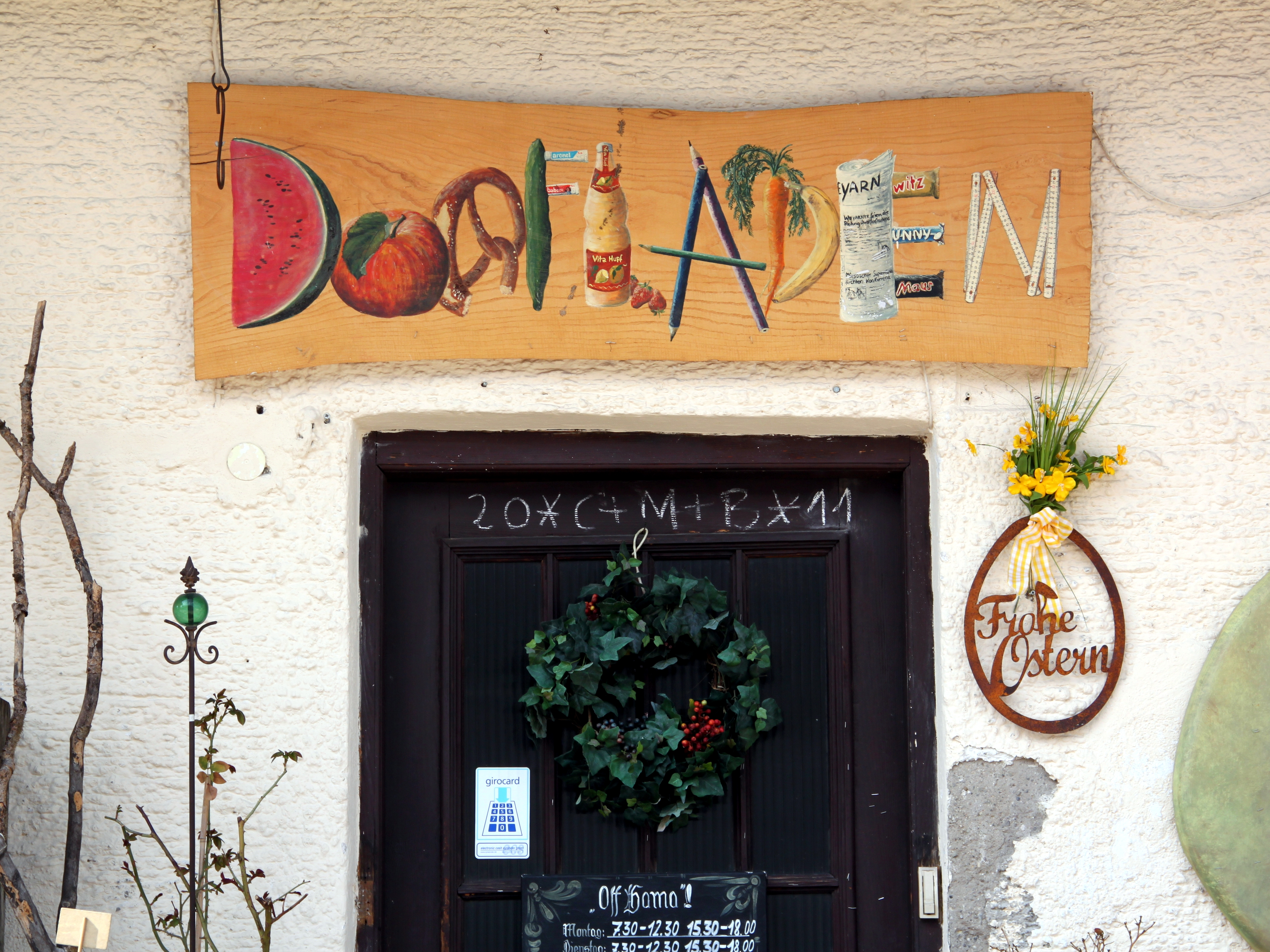
Eingang eines Dorfladens in Oberbayern

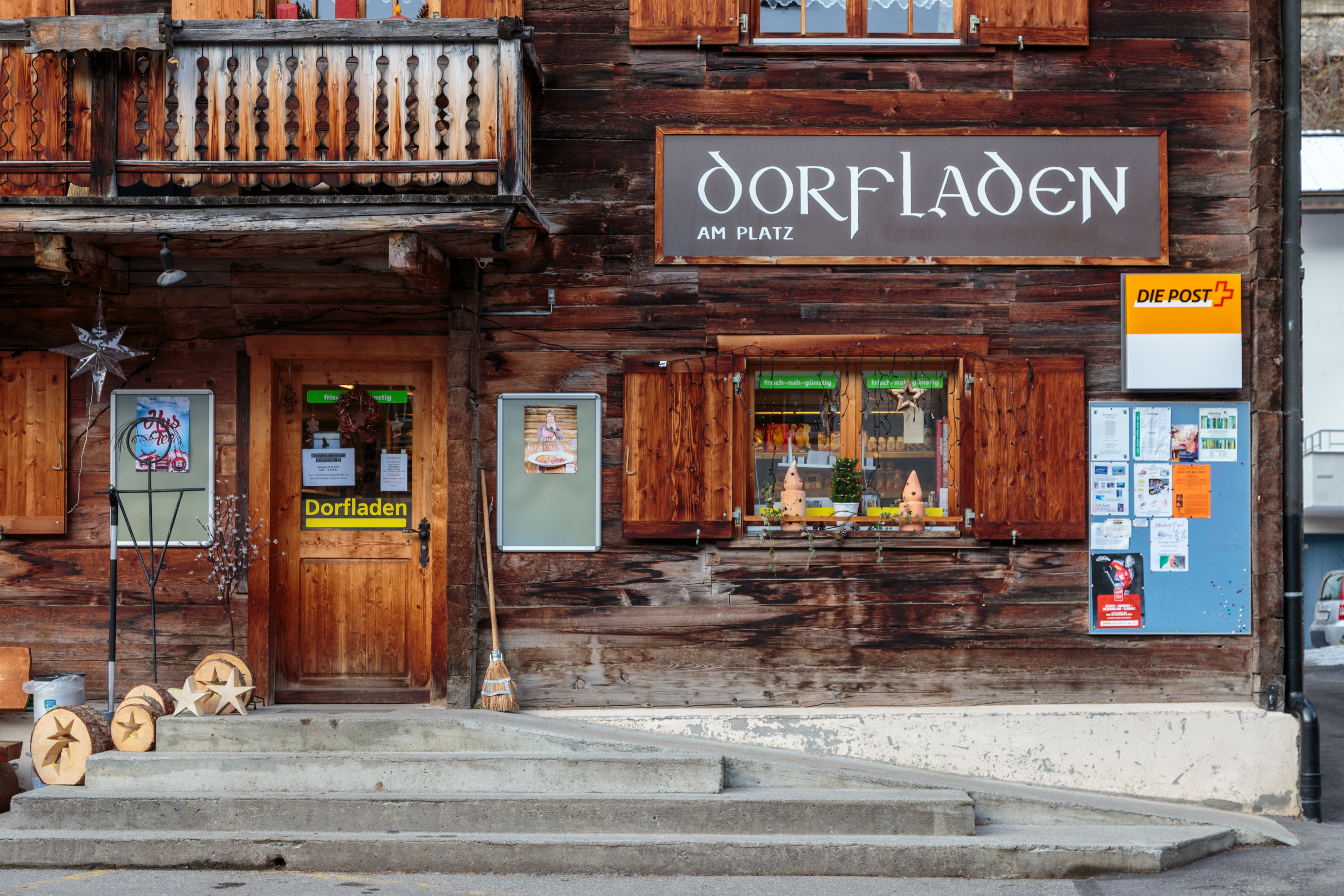
Langwies (Arosa): Dorfladen und Poststelle.

Einige dieser Läden haben bis heute überlebt. Auch die Dorfläden sind stets in der Pflicht, ihr Vertriebskonzept an die aktuellen Entwicklungen anzupassen. Folgende einzelnen Entwicklungsstufen verdeutlichen dies:
- kleiner Supermarkt
- Stärkung des regionalen Sortiments
- Steigerung der Wertschöpfung über den Ausbau des Dienstleistungsbereiches
- Erhöhung der Erlebnisqualität in den Dorfläden
- 24/7 (24 Stunden Warenverfügbarkeit an 7 Wochentagen + Digitalisierung)

Aktuelle Konzepte für Dorfläden entwickeln sich immer stärker zu multifunktionalen Dorfzentren. Insbesondere der demografische wie auch gesellschaftliche Wandel (Anstieg der 65+ sowie Anstieg der Singlehaushalte) beeinflussen gerade diese stärkere Entwicklung der kleineren multifunktionalen Läden/Nahversorger in Wohnortnähe.
Verschiedene Landesregierungen haben entsprechende Konzepte gefördert, so beispielsweise das Land Schleswig-Holstein (Modell Markttreff), Rheinland-Pfalz sowie Bayern (aktuell: 5-Sterne-Dorfladen).
In den letzten Jahren haben sich einige Bürger- und Dorfläden zu einer Vereinigung (Vereinigung der Bürger- und Dorfläden in Deutschland e. V.) zusammengeschlossen, um so auch mehr gegenüber der Politik (Bundes- und Landesregierungen) ihre Interessen vertreten zu können. Die enge Kooperation mit den jeweiligen Landesverbänden (Handelsverbände) stärkt sie in ihrem Engagement für die Grund- und Nahversorgung in schwach strukturierten Regionen (kleine Dörfer, Stadtteile etc.)